# Ratpenat de ferradura bru
El ratpenat de ferradura bru (Rhinolophus stheno) és una espècie de ratpenat de la família dels rinolòfids. Viu a Indonèsia, Laos, Malàisia, Myanmar, Tailàndia i el Vietnam. El seu hàbitat natural és el bosc caducifoli primari. No hi ha cap amenaça significativa per a la supervivència d'aquesta espècie, tot i que està afectada per la caça.